# Adnan
Adnan ibn Udd of Adnan ibn Udad (Arabisch: عدنان ) is volgens de islamitische traditie de voorvader van de Noordelijke Arabieren, het volk van de Adnaan, die in de Hijaz en in Yamama wonen, en die de traditionele rivalen zijn van de Zuidelijke Arabieren, de stam van Kahtan. Volgens de traditie zou Adnan de zoon zijn van Udd of Udad, die op zijn beurt weer een verre afstammeling van Kedar, de tweede zoon van Ismaël zou zijn. Volgens de Soenna zitten er tussen Mohammed en Adnan 20 generaties. Er is overigens een door Al-Soejoeti overgeleverde Hadith die stelt dat Mohammed gezegd zou hebben: "Zoek in mijn stamboom niet verder dan Adnan".
Zijn afkomst van Abraham zou Mohammed volgens een Hadith (Sahih Muslim 7:58) duidelijk hebben gemaakt: 
God heeft uit de zonen van Abraham Ismaël, en uit de zonen van Ismaël Kinana, en uit de zonen van Kinana Qoeraisj, en uit de Qoeraisj Banoe Hashim en uit Banoe Hashim mij gekozen

## Oorsprong
Volgens de traditie was Adnan de stamvader van een groep van de Ismaëlitische Arabieren die West-en Noord-Arabië bewoonde. Arabische genealogieën geloven dat Adnan de vader is van vele Ismaëlitische stammen die de westelijke kust van Arabië, Noord-Arabië en Irak bewoonden.
Er zijn veel stambomen gepresenteerd m.b.t. Adnan, die niet overeenstemden over het aantal voorouders tussen Ismaël en Adnan maar wel perfect overkwamen qua namen en het aantal van de voorouders tussen Adnan en Mohammed.
De overgrote meerderheid van de tradities en de islamitische geleerden stellen dat Adnan een afstammeling van Kedar is, de zoon van Ismaël, behalve Ibn Ishaq die beweerde dat Adnan een afstammeling van Nebajoth was. Deze verwarring van Ibn Ishaq is te verklaren aan het geval dat een van de nakomelingen van Kedar de naam "Nebajoth" kreeg.

## In pre-islamitisch Arabië
Adnan werd in diverse pre-Islamitische gedichten, zoals door de pre-islamitische dichters  "Lubayb Ibn Rabia" en "Abbas Ibn Mirdas" genoemd.
Een pre-islamitische vrouwelijke dichter, genaamd 'Layla Bent Lukayz' werd gevangengenomen door een Perzische koning en dwong haar om met hem te trouwen. Hierop maakte Layla Bent Lukayz een gedicht, geadresseerd aan de overige Arabische stammen, waarin zij naar hun hulp zocht en hen herinnerde dat zij allen tot Adnan behoorden. 
In andere gedichten zoals die gecomponeerd zijn door de pre-islamitische dichter "Qumma'a Ibn Ilias", lijkt het erop dat de Arabieren het als een eer beschouwden om een afstammeling van Adnan, en om bepaalde redenen daar trots op te zijn.

## In Noord-Arabische inscripties
De naam van Adnan is vele malen te vinden in verschillende Thamoedische inscripties, maar wordt alleen genoemd als een persoon zonder veel informatie over hem. Daarentegen lijkt Adnan in sommige Nabateeërs inscripties, een soort van hoge belang of verering te hebben, zodat sommige van de Nabateeërs naar hem werden vernoemd als ‘Abd Adnon” ("de dienaar/slaaf van Adnan"). Deze verklaring geeft per definitie niet aan dat hij werd aanbeden, maar dat hij hoogstwaarschijnlijk werd beschouwd als een eervolle figuur, precies zoals sommige andere Arabieren een aantal van hun zonen als "dienaren" van hun voorvaderen noemden.

## Dood
Adnan overleed nadat Nebukadnezar II terugkeerde naar Babylon, en nadat zijn zoon Ma'ad naar de regio Midden-West-Hidjaz verhuisde, na de vernietiging van de Kedareense koninkrijk van Mesopotamië, en de resterende Kedareense Arabieren er werden verdreven van hun land en gedwongen werden om in de Al-Anbar provincie en aan de oevers van de Eufraat rivier onder het bewind van de Neo-Babylonische Rijk te leven.

## De twintig generaties tussen Adnan en Mohammed
| Adnan (عدنان)                 |  |  |  |  |  |  |  |
|                               |  |  |  |  |  |  |  |
| Ma'ad (معد)                   |  |  |  |  |  |  |  |
|                               |  |  |  |  |  |  |  |
| Nizar (Nazar) (نزار)          |  |  |  |  |  |  |  |
|                               |  |  |  |  |  |  |  |
| Mudar (مضر)                   |  |  |  |  |  |  |  |
|                               |  |  |  |  |  |  |  |
| İlyas (إلياس)                 |  |  |  |  |  |  |  |
|                               |  |  |  |  |  |  |  |
| Mudrikah (مدركة)              |  |  |  |  |  |  |  |
|                               |  |  |  |  |  |  |  |
| Khuzaimah (خزيمة)             |  |  |  |  |  |  |  |
|                               |  |  |  |  |  |  |  |
| Kinanah (كنانة)               |  |  |  |  |  |  |  |
|                               |  |  |  |  |  |  |  |
| al-Nadr (النضر)               |  |  |  |  |  |  |  |
|                               |  |  |  |  |  |  |  |
| Malik (مالك)                  |  |  |  |  |  |  |  |
|                               |  |  |  |  |  |  |  |
| Fihr (فهر)                    |  |  |  |  |  |  |  |
|                               |  |  |  |  |  |  |  |
| Ghalib (غالب)                 |  |  |  |  |  |  |  |
|                               |  |  |  |  |  |  |  |
| Lu'ayy (لؤي)                  |  |  |  |  |  |  |  |
|                               |  |  |  |  |  |  |  |
| Ka’ab (كعب)                   |  |  |  |  |  |  |  |
|                               |  |  |  |  |  |  |  |
| Murrah (مرة)                  |  |  |  |  |  |  |  |
|                               |  |  |  |  |  |  |  |
| Kilab (كلاب)                  |  |  |  |  |  |  |  |
|                               |  |  |  |  |  |  |  |
| Qusai (قصي)                   |  |  |  |  |  |  |  |
|                               |  |  |  |  |  |  |  |
| Abd Manaf (عبد مناف)          |  |  |  |  |  |  |  |
|                               |  |  |  |  |  |  |  |
| Hashim (هاشم)                 |  |  |  |  |  |  |  |
|                               |  |  |  |  |  |  |  |
| Abd al-Moettalib (عبد المطلب) |  |  |  |  |  |  |  |
|                               |  |  |  |  |  |  |  |
| Abdallah (عبد الله)           |  |  |  |  |  |  |  |
|                               |  |  |  |  |  |  |  |
| Mohammed (محمد)               |  |  |  |  |  |  |  |

## Stamboom vanaf Adnan tot Ismaël
De lijn en de exacte namen en geslachten tussen Adnan en Ismaël zijn onbekend en niet met zekerheid vast te stellen. Geleerden zijn over de namen en (het aantal) geslachten niet in consensus.
De historicus ibn Ishaq geeft de stamlijn weer als volgt: Adnan - Udd(Udad) - Muqawwam - Nahor - Tayrah - Yarub - Yashjub - Nabit(Nebajoth) - Isma'il
Umm Salamah, de vrouw van Mohammeds neef suggereert als volgt: Adnan - Udad - Zand(Hamaysa) - Yara(Nabt) - Araq al-Thara(Qaidar?) - Isma’il 
Een andere lijn werd gesuggereerd in de poëzie van Qusai ibn Kilab: Adnan - Udad - Aytahab - Ayyub - Qaidar(Kedar) - Isma'il 
Een vierde suggestie is als volgt: Adnan - Mayda - Mani - Udad - Ka’b - Yashjub - Yarub - Hamaysa - Qaidar(Kedar) - Isma’il 
De suggestie van Mohammed ibn Sa’ib al-Kalbi is:
Adnan de zoon van Udad, de zoon van Hamaysa, de zoon van Salaman, de zoon van Aws, de zoon van Buz, de zoon van Qamwal, de zoon van Ubayy, de zoon van Awwam, de zoon van Nashid, de zoon van Haza, de zoon van Bildas, de zoon van Yidlaf, de zoon van Tabakh, de zoon van Jaham, de zoon van Tahash, de zoon van Makha, de zoon van Ayfa, de zoon van Abqar, de zoon van Ubayd, de zoon van Da’a, de zoon van Hamdan, de zoon van Sanbar, de zoon van Yathribi, de zoon van Yahzan, de zoon van Yalhan, de zoon van Arawa, de zoon van Ayfa, de zoon van Dayshan, de zoon van Isar, de zoon van Aqnad, de zoon van Ayham, de zoon van Muqsir, de zoon van Nahath, de zoon van Rizah, de zoon van Shamma, de zoon van Mizza, de zoon van Aws (of Awda), de zoon van Arram, de zoon van Qaidar (Kedar), de zoon van Isma’il 
Volgens de bekende sayyid Abdullah Shah Naqshbandi (1872-1964) was de stamboom van de profeet als volgt:
Adnan de zoon van Uda, de zoon van Hameai, de zoon van Salaman, de zoon van A'oudh, de zoon van Lud, de zoon van Tasa'il, de zoon van Abu al-Awam, de zoon van Naail, de zoon van Hawa, de zoon van Baldraum, de zoon van Badlaan, de zoon van Kaaleh, de zoon van Faham, de zoon van Nahur, de zoon van Mahi, de zoon van Askhi, de zoon van Anf, de zoon van 'Abeed, de zoon van Da'a, de zoon van Hamraan, de zoon van Basn, de zoon van Yaryahwi, de zoon van Balkhi, de zoon van Ra'ou, de zoon van Anqa, de zoon van Hasaan (tijdgenoot van koning en profeet David), de zoon van E'sa, de zoon van Aftah, de zoon van Abhan, de zoon van Ma'sar, de zoon van Naajat, de zoon van Razah, de zoon van Samahe, de zoon van Maru, de zoon van Nabt (stamvader van de Nabateeërs), de zoon van Haml, de zoon van Qedar (stamvader van de Kedarieten), de zoon van Ismaël "The Family Tree And Lineage Of The Pride Of Creation" 
Volgens sayyid Abdullah Shah Naqshbandi was Adnans zoon Ma'ad een tijdgenoot van de profeet Zacharias.
Er wordt gezegd dat Adnan de 40ste afstammeling is van Kedar.